# Tulucești
Tulucești è un comune della Romania di 7 579 abitanti, ubicato nel distretto di Galați, nella regione storica della Moldavia.
Il comune è formato dall'unione di 3 villaggi: Șivița, Tătarca, Tulucești.